# لويس غوتييه
لويس غوتييه (بالفرنسية: Louis Gauthier)‏ ولد بتاريخ 12 أبريل 1916 في فرنسا، وتوفي في 6 أغسطس 2005 في فرنسا، كان دراج فرنسي.

## روابط خارجية
- لويس غوتييه على موقع أرشيف الدراجات (الإنجليزية)
- لويس غوتييه على موقع إحصائيات الدراجات الإحترافية (الإنجليزية)
- لويس غوتييه على موقع CycleBase (الإنجليزية)